# 土坪インターチェンジ
土坪インターチェンジ（トピョンインターチェンジ）は大韓民国京畿道九里市にあるソウル外郭循環高速道路のインターチェンジである。九里方面から進出時すると、再び板橋方面に回送が可能である。

## 歴史
- 1994年10月1日 - 開設

## 周辺
- 世宗-抱川高速道路南九里IC

## 隣
ソウル外郭循環高速道路
(7) 江一IC - (8) 土坪IC - 九里・南楊州料金所 - (9) 南楊州IC